# Martin Kučera (politik)
Martin Kučera (* 14. května 1971 Hořice) je český politik a nakladatel, v letech 2020 až 2021 místopředseda Pirátů a v letech 2018 až 2022 zastupitel městského obvodu Moravská Ostrava a Přívoz.

## Život
Vystudoval matematickou analýzu na Univerzitě Palackého v Olomouci (získal titul Mgr.). V průběhu studia ho však natolik uchvátily hry na hrdiny (Dračí doupě aj.) a moderní stolní hry, že se volnočasová zábava rozrostla v práci při studiu a posléze na plný úvazek. Již téměř 20 let tak řídí nakladatelství ALTAR, které tyto hry vydává.
Žije v Ostravě, v části Moravská Ostrava a Přívoz. Jeho práce stále zůstává i jeho koníčkem. Z těch dalších lze jmenovat sci-fi a fantasy literární i filmovou, počítače, hlavolamy a rybaření.

## Politické působení
Od května 2010 je členem Pirátů, později se stal vedoucím administrativního odboru strany.
V komunálních volbách v roce 2014 kandidoval jako nestraník za Piráty na kandidátce subjektu „Jsme Ostrava – Koalice Strany zelených a Pirátů“ do Zastupitelstva městského obvodu Moravská Ostrava a Přívoz, ale neuspěl. Zvolen byl až ve volbách v roce 2018, kdy již kandidoval na samostatné kandidátce Pirátů jako člen strany. Byl členem kontrolního výboru, finančního výboru a bytové komise. Ve volbách v roce 2022 kandidoval opět, ale mandát zastupitele se mu nepodařilo obhájit.
Za Piráty též kandidoval do Zastupitelstva města Ostravy, ale ani jednou neuspěl (volby 2010, volby 2014 v koalici se Zelenými, volby 2018 a volby 2022). Stejně tak nebyl zvolen zastupitelem Moravskoslezského kraje ve volbách v letech 2012 a 2016.
Kandidoval také ve volbách do Poslanecké sněmovny PČR v letech 2013 a 2017 v Moravskoslezském kraji, ale zvolen nebyl.
V lednu 2020 byl zvolen na Celostátním fóru v Ostravě o pouhý jeden hlas 4. místopředsedou strany. Na konci listopadu 2021 na tuto funkci rezignoval. Důvody podle něj byly čistě osobní a časové, Novinky.cz spekulovaly i o nesouhlasu se směřováním strany. V lednu 2022 kandidoval znovu do předsednictva strany, ale neuspěl v 1. kole volby a mandát nezískal.